# Bystra (geslacht)
Bystra is een geslacht van insecten uit de orde vliesvleugeligen (Hymenoptera) en de familie Ichneumonidae.

## Soorten
- B. acanthojoppopsis (Heinrich, 1934)
- B. baibarensis (Uchida, 1929)
- B. kusukusensis (Uchida, 1929)
- B. matinangis (Heinrich, 1934)
- B. pallidimaculata (Cameron, 1903)
- B. rufa (Cameron, 1903)
- B. testacea Cameron, 1902